# Юрлово (Псковська область)
Юрлово (рос. Юрлово) — присілок в Бєжаницькому районі Псковської області Російської Федерації.
Населення становить 2 особи. Входить до складу муніципального утворення Бєжаницьке муніципальне утворення.

## Історія
Від 2005 року входить до складу муніципального утворення Бєжаницьке муніципальне утворення.

## Населення
| 2001 | 2002 | 2010 |
| ---- | ---- | ---- |
| 4    | ↗5   | ↘2   |